# Heart Strings (álbum de Bonnie Tyler)
Heart Strings —en español: Cuerdas del corazón— (también conocido como Heart & Soul) es el decimotercero álbum de estudio de la cantante galesa Bonnie Tyler, lanzado en el año 2003. Está compuesto enteramente por canciones covers que Bonnie Tyler ha seleccionado personalmente. Las canciones fueron grabadas con la Orquesta Filarmónica de Praga, dirigida por Karl Jenkins.
El álbum fue lanzado por primera vez en Dinamarca por EMI en 2002, antes de ser lanzado en Europa el próximo año bajo el sello discográfico CMC.
EMI Music Alemania publicó un dossier de prensa con información del listado de las canciones de Tyler, así como la promoción de televisión y radio para el álbum en 2003.

## Grabación
Tyler visitó Dinamarca para una sesión de fotos en el Thingbæk Caliza Minas, Skørping. La sesión de fotos se muestra en el folleto del álbum y en el kit álbum prensa.

### Promoción en Alemania
Un anuncio de televisión se publicó en 2003, con Tyler mímica extractos de una selección de canciones del álbum en la piedra caliza Minas Thingbæk en Skørping.
Tyler también apareció en una serie de programas de televisión marzo de 2003.

marzo 2003
- ARD – Brisant
- ZDF – Hallo Deutschland
- ZDF – Volle Kanne...
- ZDF – ZDF Morgen Magazine
- ZDF – Leute Heute (Con una entrevista en la casa de Tyler en Gales)
- SAT.1 – Blitz
- SAT.1 – Harald Schmidt Talk (talk show)
- RTL – Exclusive (entrevista)

abril 2003
- RTL – 70er Show (Reportaje de cinco minutos)

### Promoción en otros países europeos
Tyler apareció en Tubos D'un Jour, Tubos de Toujours en el canal francés TF1 en marzo de 2003 y canto «I Still Haven't Found What I'm Looking For» en el canal sueco TV4.

## Lista de canciones
| N.º | Título                                                                            | Escritor(es)                                      | Duración |  |
| 1.  | «Human Touch» (Canción de Bruce Springsteen)                                      | Bruce Springsteen                                 | 4:32     |  |
| 2.  | «Everybody Hurts» (Canción de R.E.M.)                                             | Bill Berry, Peter Buck, Mike Mills, Michael Stipe | 5:53     |  |
| 3.  | «Amazed» (Canción de Lonestar)                                                    | Marv Green, Chris Lindsey, Aimee Mayo             | 4:07     |  |
| 4.  | «Against All Odds (Take a Look at Me Now)» (Canción de Phil Collins)              | Phil Collins                                      | 4:08     |  |
| 5.  | «And I Am Telling You I'm Not Going» (Canción del musical de Broadway Dreamgirls) | Tom Eyen, Henry Krieger                           | 4:09     |  |
| 6.  | «Lean on Me» (Canción de Bill Withers)                                            | Bill Withers                                      | 4:37     |  |
| 7.  | «In My Life» (Canción de The Beatles)                                             | John Lennon, Paul McCartney                       | 2:59     |  |
| 8.  | «Learning to Fly» (Canción de Tom Petty)                                          | Jeff Lynne, Tom Petty                             | 3:57     |  |
| 9.  | «Right Here Waiting» (Canción de Richard Marx)                                    | Richard Marx                                      | 4:14     |  |
| 10. | «I Still Haven't Found What I'm Looking For» (Canción de U2)                      | Bono, The Edge, Adam Clayton, Larry Mullen, Jr.   | 4:14     |  |
| 11. | «I Can't Make You Love Me» (Canción de Bonnie Raitt)                              | Mike Reid , Allen Shamblin                        | 4:36     |  |
| 12. | «Need Your Love So Bad» (Canción de Little Willie John)                           | Mertis John Jr.                                   | 5:16     |  |
| 13. | «It's Over» (Canción de Roy Orbison)                                              | Bill Dees, Roy Orbison                            | 4:15     |  |

## Posicionamiento en listas
| País                          | Mejor posición |
| ----------------------------- | -------------- |
| Austria (Ö3 Austria)          | 32             |
| Francia (SNEP)                | 75             |
| Alemania (Offizielle Top 100) | 41             |
| Noruega (VG-lista)            | 29             |
| Suecia (Sverigetopplistan)    | 34             |
| España (PROMUSICAE)           | 41             |

## Tour
Bonnie Tyler se embarcó en una gira antes del lanzamiento del álbum.

## Personal
- Teclados – David Aspden
- Productores – David Aspden, Matt Prior
- Ingenieros – David Aspden, Helen Atkinson, Alan Darby, Jan Holzner, Richard "Dread" Mann, Morten Munch, Michael Wolff
- Asistentes de ingenieros – Philip Rose
- Preproducción – David Aspden, Alan Darby,
- Edición – Søren Bundgaard
- Orquesta – City of Prague Philharmonic Orchestra
- Asistente – Helen Connolly
- Guitarra, guitarra acústica – Alan Darby
- Dobro – Alan Darby
- Arreglistas – Alan Darby, Nick Ingman, Karl Jenkins
- Mezclas – Nick Davis
- Percusión – Thomas Dyani
- Conductor, Score – Karl Jenkins
- Artista portada – Stefan Klein
- Imagen de portada – Nils Krogh
- Batería – Thomas Lang, John Tonks
- Bodhran, Low Whistle – James McNally
- Edición – Dave Meegan, Morten Munch
- Bajo eléctrico – Ed Poole, Paul Turner
- Fretless Bass – Ed Poole
- Violín, Voz – Bonnie Tyler
- Mastering – Tim Young
- Coros – Sam Brown, Margot Buchanan, Rita Campbell, Claudia Fontaine, Aitch McRobbie